# Cantó de Rosporden
El cantó de Rosporden (bretó Kanton Rosporden) és una divisió administrativa francesa situat al departament de Finisterre a la regió de Bretanya.

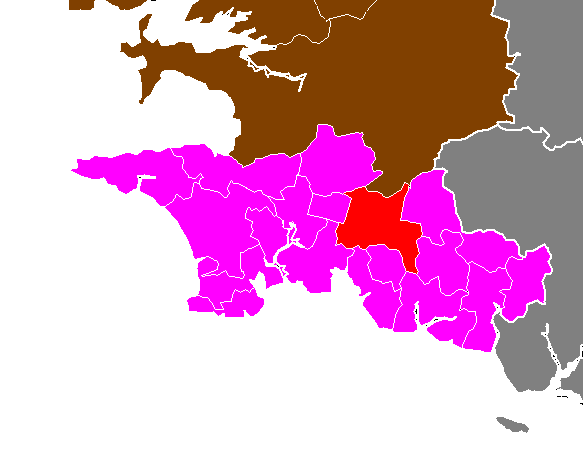
Situació del cantó

## Composició
El cantó aplega 4 comunes :
| Nom bretó | Nom francès | Nom gal·ló |
| Eliant    | Elliant     | ---        |
| Rosporden | Rosporden   | ---        |
| Sant-Ivi  | Saint-Yvi   | ---        |
| Tourc'h   | Tourch      | ---        |

## Història
| Data d'elecció                           | Identitat       | Partit | Qualitat |
| ---------------------------------------- | --------------- | ------ | -------- |
| 2004-                                    | Gilbert Monfort | PS     |          |
| les dades anteriors no són pas conegudes |                 |        |          |
|                                          |                 |        |          |